# Domenico Mogavero

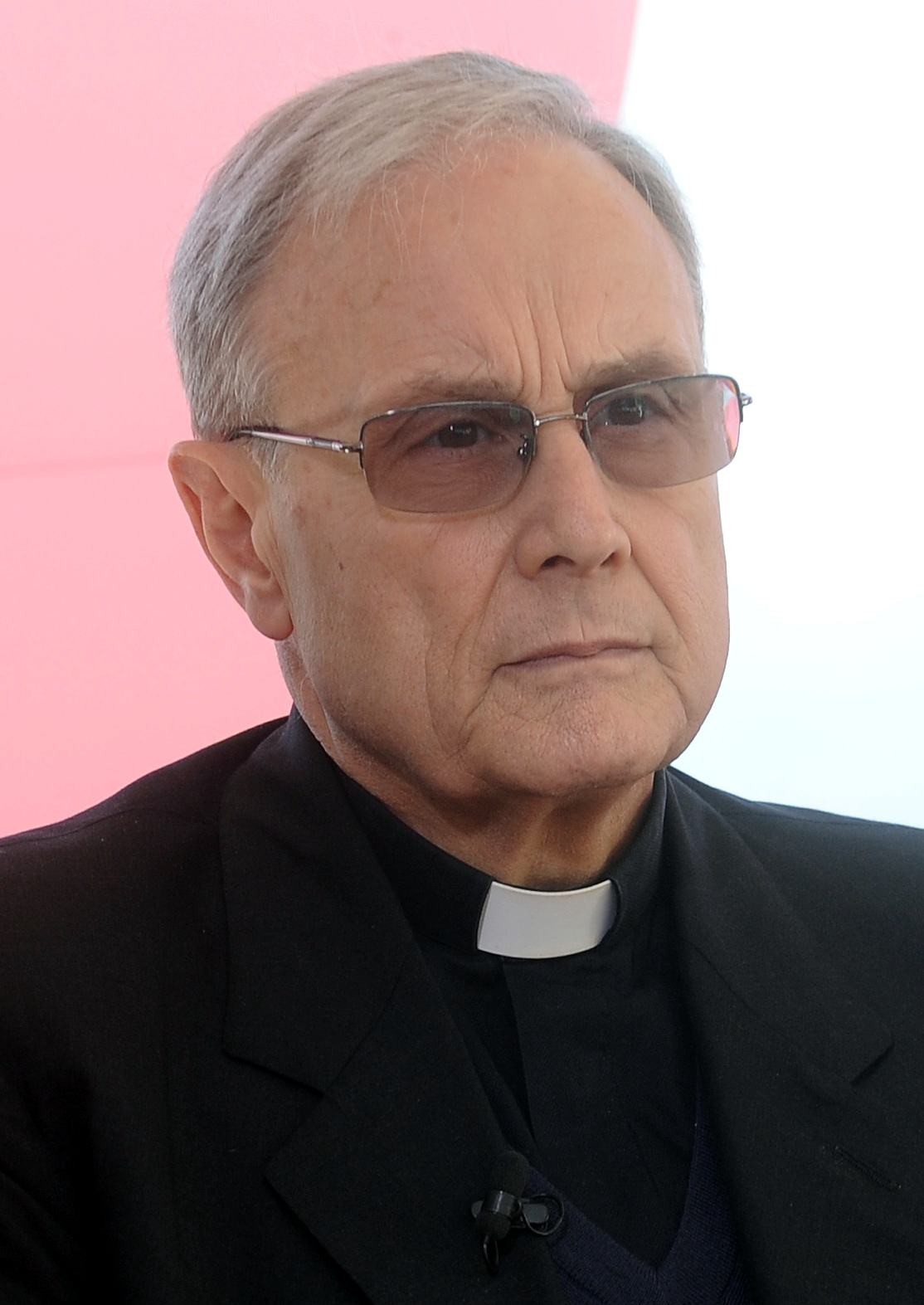
Domenico Mogavero

Bischofswappen von Domenico Mogavero

Domenico Mogavero (* 31. März 1947 in Castelbuono, Provinz Palermo) ist ein italienischer Geistlicher und emeritierter römisch-katholischer Bischof von Mazara del Vallo.

## Leben
Domenico Mogavero empfing nach seiner theologischen Ausbildung am 12. Juli 1970 die Priesterweihe. 1976 wurde er in Kirchenrecht an der Lateranuniversität in Rom promoviert. Von 1979 bis 1985 war er stellvertretender Rektor des Priesterseminars von Palermo. 1987 wurde er außerordentlicher Professor für Kirchenrecht an der theologischen Fakultät von Palermo. Seit Juni 1999 war Mogavero Kanonikus des Domkapitels seines Heimatbistums. Im August desselben Jahres verlieh ihm Papst Johannes Paul II. den Titel Kaplan Seiner Heiligkeit.
Am 22. Februar 2007 wurde er von Papst Benedikt XVI. zum Bischof von Mazara del Vallo ernannt. Am 24. März 2007 empfing er die Bischofsweihe in der Kathedrale von Palermo von Camillo Kardinal Ruini. Mitkonsekratoren waren Salvatore Kardinal De Giorgi, emeritierter Erzbischof von Palermo, sowie dessen Nachfolger Paolo Romeo. Am Palmsonntag, den 1. April 2007, wurde Domenico Mogavero in der Kathedrale von Mazara del Vallo in sein Amt eingeführt. In der Sizilianischen Bischofskonferenz ist Domenico Mogavero Delegierter für wirtschaftlichen Erhalt der Kirche, Kulturgüter und Kultgebäude.
Bischof Mogavero forderte im Juli 2009 gemeinsam mit Angelo Kardinal Bagnasco Ministerpräsident Silvio Berlusconi aufgrund seines Lebenswandels öffentlich zum Rücktritt auf; er sagte Herr Berlusconi sollte „prüfen, ob es angebracht ist, im Interesse des Landes zurückzutreten“.
Im Juni 2011 wurde er zum Apostolischen Visitator für das Bistum Trapani berufen, nachdem dem dortigen Bischof Francesco Miccichè vorgeworfen wurde, für finanzielle Unregelmäßigkeiten in der Diözese verantwortlich zu sein.
Am 29. Juli 2022 nahm Papst Franziskus das von Domenico Mogavero aus Altersgründen vorgebrachte Rücktrittsgesuch an.
Domenico Mogavero ist Großoffizier des Ritterordens vom Heiligen Grab zu Jerusalem und Prior der Komturei in Mazara del Vallo.